# ناحیه عین وساره
ناحیه عین وساره (به عربی: دائرة عین وسارة) یک ناحیه در الجزایر است که در استان جلفه واقع شده‌است.